# دفرة
دفرة إحدى قرى مركز طنطا التابع لمحافظة الغربية بجمهورية مصر العربية.

## التاريخ
قرية قديمة اسمها الأصلي دفرى وورد في قوانين ابن مماتي وفي تحفة الإرشاد بأنها من أعمال السمنودية، وقال عنها صاحب تاج العروس «دفرى كذكرى قرية بمصر أكانها شبهت بالدنيا لنضارتها». وذكر أميلينو في كتاب جغرافية مصر في العصر القبطي أن اسم القديم Tiphrê واسمها القبطي Difré.
ذكرها علي مبارك في كتابه الخطط التوفيقية باسم "دفرا"، فذكر أنها من قرى مديرية المنوفية بقسم تلا، وأن بها مسجد قديم وزاويتان للصلاة بأحدهما ضريح. كما أن بها 3 معامل دجاج وسوق صغير، ومساحة أراضيها 2,100 فدان تروى بعدد من السواقي.
ذكرت القرية ضمن قرى مركز مليج (مركز شبين الكوم حاليًا) في تعداد 1882، لكنها ذكرت ضمن توابع قرى مركز طنطا في تعداد 1897.

## التعليم
تصل نسبة الأمية في القرية إلى 45.77% بين من تجاوزوا العاشرة من عمرهم، بينما تصل نسبة من حصلوا على تعليم جامعي إلى 2.09% من جملة السكان.

## السكان
بلغ عدد سكان دفرة 24,440 نسمة حسب تقدير عام 2018. ذكر في تعداد 1986 أن القرية بها أقلية مسيحية.
| السنة  | 1882 | 1897 | 1907 | 1927 | 1947 | 1960 | 1976 | 1986   | 1996   | 2006   | 2018   |
| ------ | ---- | ---- | ---- | ---- | ---- | ---- | ---- | ------ | ------ | ------ | ------ |
| القرية | 2722 | 4145 | 4971 | 5450 | 5468 | 7088 | 9910 | 12,288 | 15,822 | 18,422 | 24,440 |